# Sjöbo (Gemeinde)
Koordinaten: 55° 38′ N, 13° 42′ O

Sjöbo ist eine Gemeinde (schwedisch kommun) in der südschwedischen Provinz Skåne län und der historischen Provinz Schonen. Der Hauptort der Gemeinde ist Sjöbo.

## Geographie
Innerhalb der Gemeinde liegt der größte Teil des Sees Vombsjön, der die Stadt Malmö mit Wasser versorgt.

## Geschichte
Die Gemeinde erhielt ihre heutige Form im Jahr 1974, als die Gemeinden Blentarp, Östra Fär, Vollsjö und ein Teil der Gemeinde Bjärsjölagård nach Sjöbo eingegliedert wurden.
Die Gemeinde wurde im Jahr 1988 überregional bekannt, als 67 Prozent der Wähler in einer Volksabstimmung gegen die Aufnahme von Flüchtlingen stimmte.

## Politik

Gemeindegrenze nach Sjöbo

Sjöbo gilt als eine Gemeinde mit relativ großem Anteil an Wählern des rechten Randes. Sjöbopartiet ist eine kommunale Partei, die regelmäßig wegen rassistischer Äußerungen auffällt. Sie erreichte bei den Kommunalwahlen 2002 18,3 Prozent aller Stimmen, 1994 konnte sie sogar 31,8 Prozent Stimmenanteil erreichen.

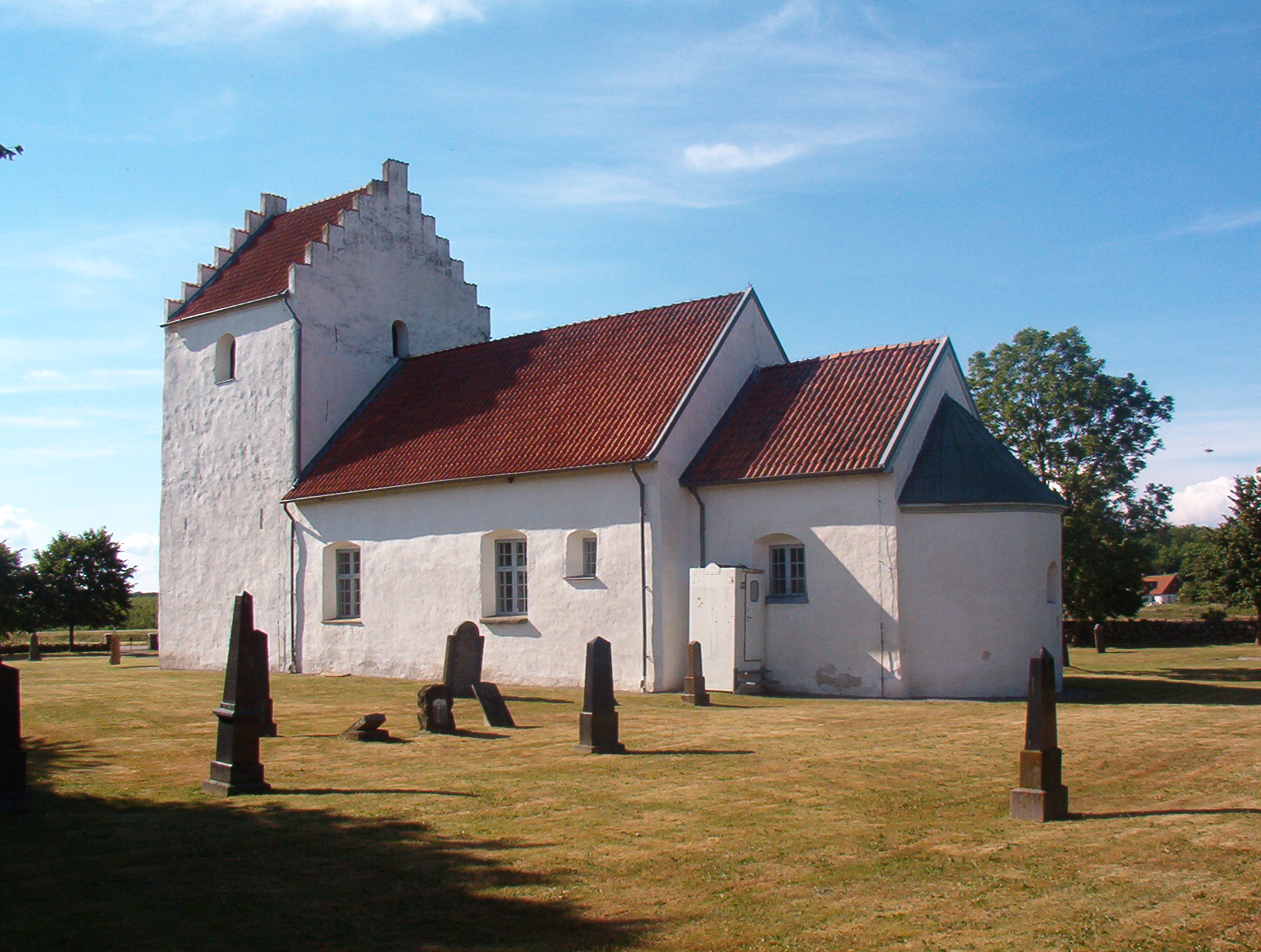
Södra Åsums kyrka, nördlich der Stadt Sjöbo.

Ergebnis der Wahl 2014:
| Partei              | Mandate |
| ------------------- | ------- |
| Moderate Partei     | 12      |
| Sozialdemokraten    | 10      |
| Sjöbopartiet        | 4       |
| Zentrumspartei      | 4       |
| Liberale            | 1       |
| Christdemokraten    | 4       |
| Linkspartei         | 2       |
| Sverigedemokraterna | 10      |

## Sehenswürdigkeiten

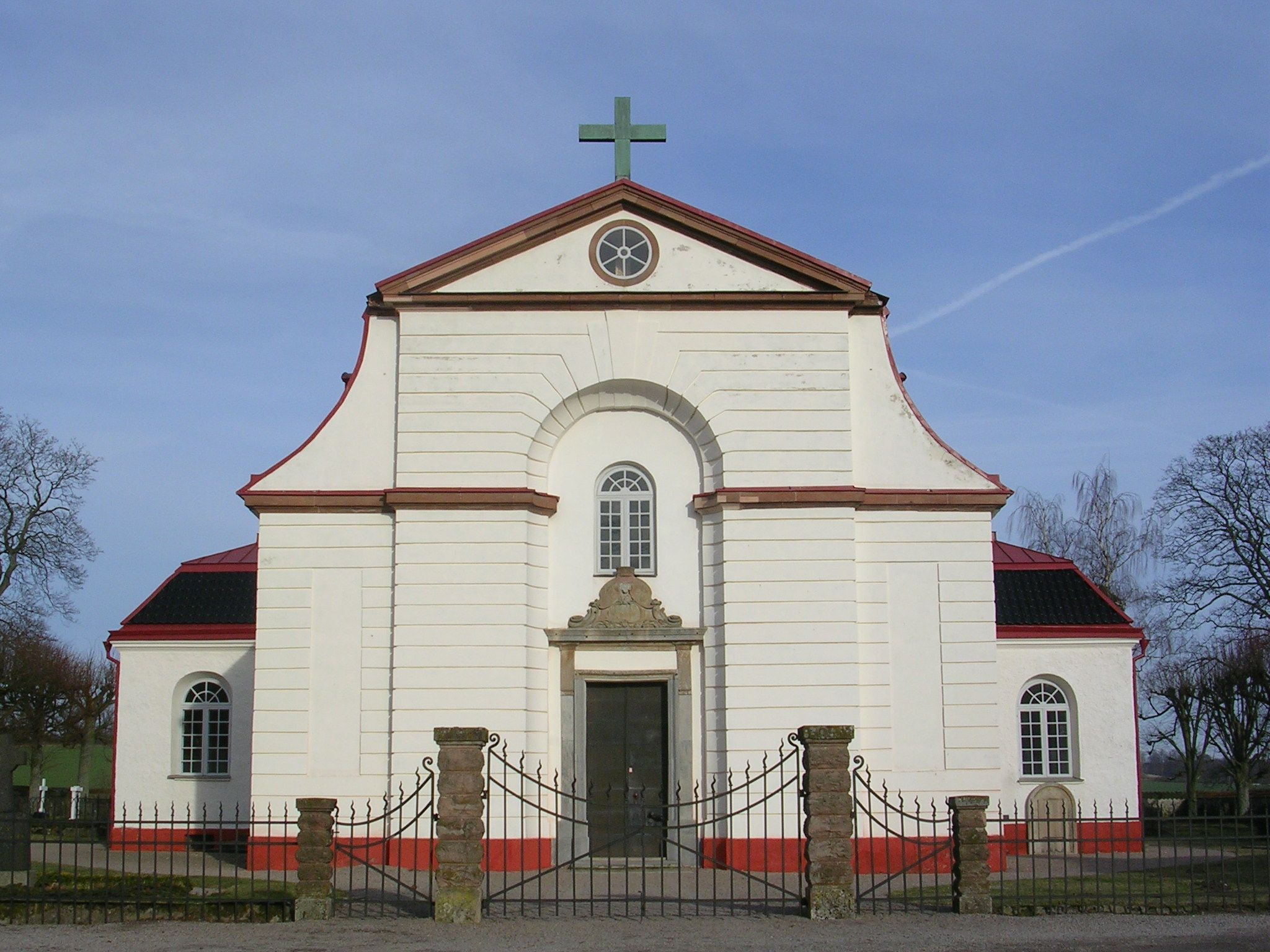
Kirche von Öved

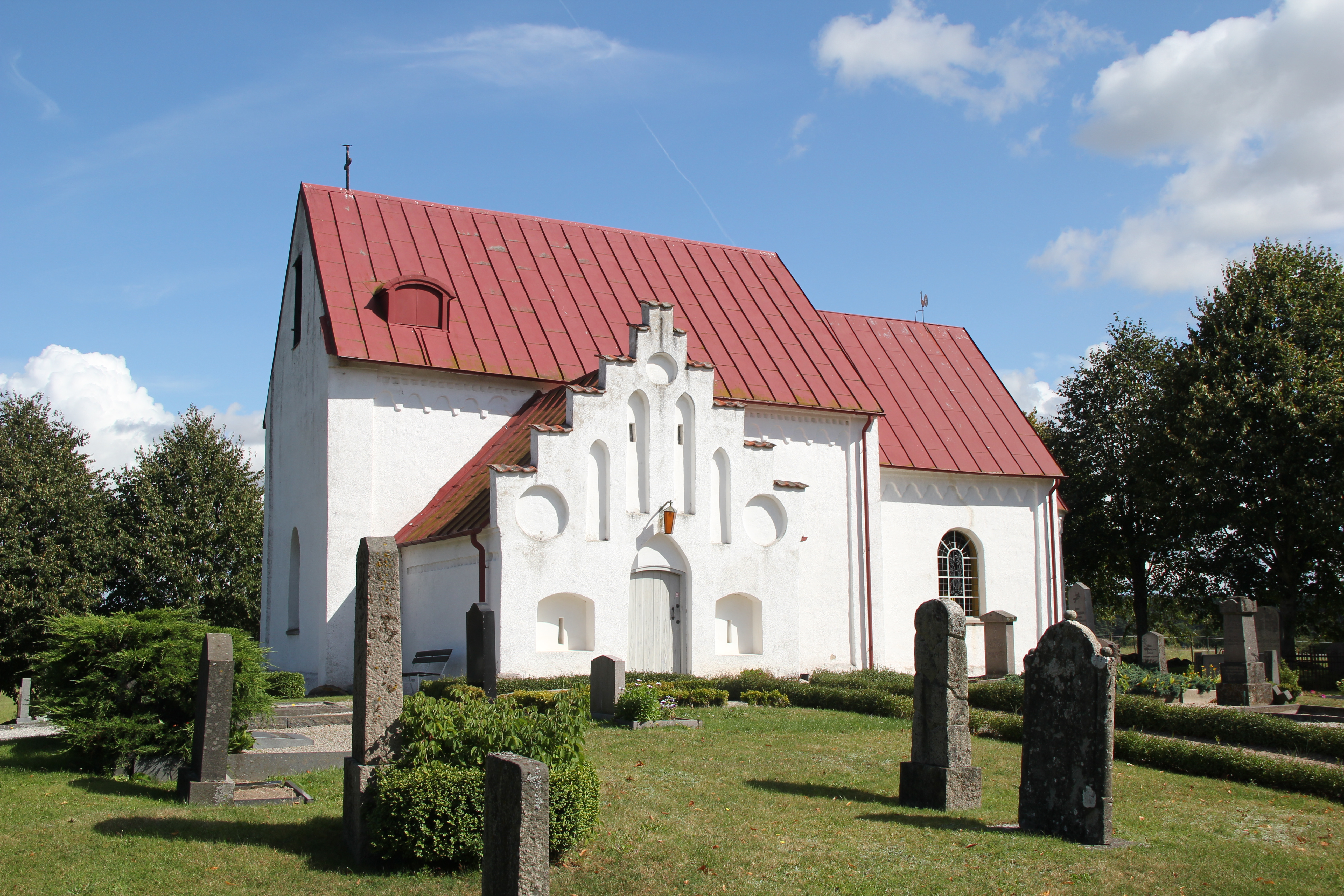
Kirche von Björka

In der Gemeinde befinden sich diverse Kirchen, von denen mindestens fünf (in Södra Åsum, Tolånga, Björka, Blentarp und Everlöv) aus dem 12. Jahrhundert stammen und noch heute weitgehend ihre mittelalterliche Form haben, da sie größtenteils nicht renoviert oder umgebaut werden mussten. In der Kirche von Everlöv befinden sich interessante Deckenmalereien.
Nahe dem Vombsjön liegen das Schloss Övedskloster sowie die Kirche von Öved.
Ende Juli findet jedes Jahr der Sjöbo marknad statt, ein Markt, der seit 1864 abgehalten wird. Er zieht jedes Jahr etwa 100.000 Besucher an.

## Orte
Folgende Orte sind Ortschaften (tätorter):
- Äsperöd
- Bjärsjölagård
- Blentarp
- Lövestad
- Sjöbo
- Svansjö och Sjöbo sommarbyar
- Sövde
- Vollsjö

## Partnerstädte
- Teterow,  Mecklenburg-Vorpommern, seit 2008[4]